# بوكوز دور
(مسابقه فن الطهو العالميه)هي بطولة عالمية للشيفات كل سنتين. تم تسمية هذا الحدث على اسم الشيف بول بوكوز، خلال يومين بالقرب من نهاية شهر يناير في ليون، فرنسا، في معرض ساريا الدولي للفنادق والمطاعم وتجارة الأطعمة، وهو أحد أرقى مسابقات الطهي في العالمhttps://en.wikipedia.org/wiki/Bocuse_d%27Or#cite_note-gam-1 https://en.wikipedia.org/wiki/Bocuse_d%27Or#cite_note-vs-2 https://en.wikipedia.org/wiki/Bocuse_d%27Or#cite_note-lat-3 https://en.wikipedia.org/wiki/Bocuse_d%27Or#cite_note-ttc-4 https://en.wikipedia.org/wiki/Bocuse_d%27Or#cite_note-tau-5
غالبًا ما يشار إلى هذا الحدث على أنه مكافئ فن الطهي للألعاب الأولمبية https://en.wikipedia.org/wiki/Bocuse_d%27Or#cite_note-forb-6 https://en.wikipedia.org/wiki/Bocuse_d%27Or#cite_note-nyt-7 https://en.wikipedia.org/wiki/Bocuse_d%27Or#cite_note-8 https://en.wikipedia.org/wiki/Bocuse_d%27Or#cite_note-9 https://en.wikipedia.org/wiki/Bocuse_d%27Or#cite_note-nsn-10 https://en.wikipedia.org/wiki/Bocuse_d%27Or#cite_note-latbd-11 ، على الرغم من أن المعرض الدولي لفنون الطهي في ألمانيا يحمل رسميًا اسم "أولمبياد الطهي https://en.wikipedia.org/wiki/Bocuse_d%27Or#cite_note-12" ويفصل بينهما أولمبياد، أي فترة أربع سنوات.

## التاريخ
استنادًا إلى حدث تم تنظيمه لأول مرة في عام 1983، عندما أقيم معرض معرض قطاع الطهي والمعرض التجاري، الذي أعيدت تسميته لاحقًا المعرض التجاري الدولي للفنادق والعلاقات الغذائية، في ليون باعتباره «معرض ينظمه مهنيون متخصصون». بوكوز، الرئيس الفخري للمعرض، تصور فكرة مسابقة الطهي التي ستقام خلال المعرض، مع إعداد جميع الأطباق التي تقام مباشرة أمام الجمهور. كانت هناك بالفعل العديد من مسابقات فن الطهو، ولكن لم يقدم أي منها «عرضًا حيًا»، وبالتالي لا يمكن للمرء أن يرى العمل الذي يتم إجراؤه في مطابخ مطاعم الطهاة.
تم تنظيم بوكوزدورالأولي في يناير 1987https://en.wikipedia.org/wiki/Bocuse_d%27Or#cite_note-14 . 
```
(مسابقة كأس العالم للحلويات) وفي السنوات.(مسابقة عالم الخبز).
```

تطور جو الجمهور في بوكوزدور في عام 1997 عندما شمل دعم المرشح المكسيكي فرقة مارياتشي، وأزياء ضبابية، وأجراس البقر، والهتاف والصراخ من المدرجات، مما يمثل بداية تقليد حضور المتفرج الصاخب. في البداية https://en.wikipedia.org/wiki/Bocuse_d%27Or#cite_note-15، لم يُسمح للأمة الحاكمة بالمشاركة في المسابقة التالية، ولكن تم إلغاء هذه القاعدة بعد حدث 1999 عندما كانت فرنسا تتنافس ولم تفز بالميدالية الذهبية لأول مرةhttps://en.wikipedia.org/wiki/Bocuse_d%27Or#cite_note-lat-trpm-16.
فازت فرنسا، الفريق صاحب الأرض الثابت، بالميدالية الذهبية في ثماني مناسبات، بينما احتلت بلجيكا والنرويج والسويد المركز الأول في أحد المراكز الثلاثة الأولى، وأصبحت ليا https://en.wikipedia.org/wiki/Bocuse_d%27Or#cite_note-gam-1 https://en.wikipedia.org/wiki/Bocuse_d%27Or#cite_note-latbd-11 https://en.wikipedia.org/wiki/Bocuse_d%27Or#cite_note-wsj-17 لينستر من لوكسمبورغ أول امرأة تفوز في عام 1989، وأصبح راسموس كوفود من الدنمارك. أول حاصل على ميداليات متعددة بالبرونزية والفضية في عامي 2005 و 2007، والميدالية الذهبية في نهاية المطاف في 2011 https://en.wikipedia.org/wiki/Bocuse_d%27Or#cite_note-bloomb-18 . كان أعلى تصنيف لطاهي من أمريكا الشمالية هو المركز الرابع نتيجة للكندي روبرت سولاتيكي في عام 1999
```
https://en.wikipedia.org/wiki/Bocuse_d%27Or#cite_note-gam-1
 
https://en.wikipedia.org/wiki/Bocuse_d%27Or#cite_note-vcboc-22
.
```

تم عرض بوكوزدورلعام 2007 في الفيلم الوثائقي، ملك الدجاج والسمك والسلطعون الجهود https://en.wikipedia.org/wiki/Bocuse_d%27Or#cite_note-tau-5 الأمريكية التي سبقت بوكوزدور لعام 2009 هي موضوع كتاب كاينفيز آت داوين https://en.wikipedia.org/wiki/Bocuse_d%27Or#cite_note-23.
فازت الولايات المتحدة بالمركز الثاني في عام 2015 عندما صنع فيليب تيسيير وسكايلر ستوفر التاريخ من خلال كونهما أول أميركيين يصعدان على منصة التتويج وكذلك أول فريق غير أوروبي يفوز بالميدالية الفضية. بتدريب جافين كايسن وتوماس كيلر وجيروم بوكوز ودانييل بولود، كان هذا إنجازًا غير عادي لدولة تنافست كل عام منذ انطلاق المسابقات في عام 1987 https://en.wikipedia.org/wiki/Bocuse_d%27Or#cite_note-24. في المرتبة الثالثة. كان رئيس الطهاة للفريق هو ماثيو بيترز وكان مفوضه، أو مساعده، هاريسون تورون. كان كلاهما قد عمل سابقًا في مطعم (بري سي) في مدينة نيويورك https://en.wikipedia.org/wiki/Bocuse_d%27Or#cite_note-25

### نصف النهائي
بعد الذكرى السنوية العشرين لتأسيسها، تم توسيع الشكل، حيث أقيمت أول مسابقة بوكوز دور آسيا في مايو 2008 في شنغهاي وبوكوز دور أوروبا في يوليو 2008 في ستافنجر https://en.wikipedia.org/wiki/Bocuse_d%27Or#cite_note-hcn-26. الفائزان الأولان هما ياسوجي ساساكي من اليابان وجير سكي من النرويج، على التوالي
أقيمت مسبابقه بوكوزدور في ولايات المتحده الافتتاحية في ابكوت في سبتمبر 2008، وتبع ذلك جهد متصاعد مع فريق الولايات المتحدة الأمريكية الذي قدم ميزانية تحضير تقترب من 500000 دولار قبل نهائيات 2009 https://en.wikipedia.org/wiki/Bocuse_d%27Or#cite_note-wsj-17 https://en.wikipedia.org/wiki/Bocuse_d%27Or#cite_note-nytnorwin-27 https://en.wikipedia.org/wiki/Bocuse_d%27Or#cite_note-28 https://en.wikipedia.org/wiki/Bocuse_d%27Or#cite_note-timenomed-29 ، مشيرًا إلى أن العديد من الدول الأوروبية غالبًا ما يكون لديها ميزانيات تزيد عن مليون دولار. تم تمثيل فريق الولايات المتحدة الأمريكية من قبل تيموثي هولينجسورث، الذي كان يشغل وقتها منصب مساعد الطهاة في شركة الغسيل الفرنسي، بتدريب من رولان هينين https://en.wikipedia.org/wiki/Bocuse_d%27Or#cite_note-tau-5 https://en.wikipedia.org/wiki/Bocuse_d%27Or#cite_note-nyt-7 https://en.wikipedia.org/wiki/Bocuse_d%27Or#cite_note-latbd-11 https://en.wikipedia.org/wiki/Bocuse_d%27Or#cite_note-30 https://en.wikipedia.org/wiki/Bocuse_d%27Or#cite_note-reut-31. صرح بول بوكوز، «آمل أن يفوز [فريق الولايات المتحدة] لأننا نرغب حقًا في أن تعبر هذه المنافسة المحيط الأطلسي». وفي النهاية، احتل هولينجسورث المركز السادس أيضًاhttps://en.wikipedia.org/wiki/Bocuse_d%27Or#cite_note-nytnorwin-27 https://en.wikipedia.org/wiki/Bocuse_d%27Or#cite_note-timenomed-29 .
قبل بوكوزدور، تم ترتيب النهائي الإقليمي بوكوزدور الأمريكي في أواخر يناير 2012 مرة أخرى في المعهد الطهي لأمريكا، أصبح ريتشارد روزنديل.
```
المتسابق الأمريكي المختار، بينما تم ترتيب بوكدوزدور أوروبا في 
بروكسل
 في أواخر مارس 2012 بالميدالية الذهبية التي فاز بها الشيف النرويجي 
أورجان جوهانسن
. حدث بوكوزدور آسيا في يونيو 2012، ومرة أخرى في شنغهاي، وفاز يو إنج تونج ممثلاً لسنغافورة
```